# البانی، ادمانتون
البانی، ادمانتون (به انگلیسی: Albany, Edmonton) یک منطقهٔ مسکونی در کانادا است که در آلبرتا واقع شده‌است.

## خصوصیات
البانی ۶۸۷ متر بالاتر از سطح دریا واقع شده‌است.